# 高璧
高璧（1484年—1548年），字德卿，號小山，錦衣衛匠籍浙江秀水縣人，明朝政治人物。

## 生平
順天府鄉試第一百三十四名舉人。正德十二年（1517年）中式丁丑科會試第三十四名，登第三甲第九名進士。初授定远县知县，改顺德府学教授，遷國子監博士，擢伊府左長史，三年任满，加四品服色。丁内艰归。服阕，復除原职，九載考績，進階三品。著有《小山集》、《小山便筆》、《愧吾録》。

## 家族
曾祖高官；祖父高昱；父高亮，母朱氏。